# Margaret Pellegrini
Margaret Pellegrini (Tuscumbia, 23 de setembro de 1923 — Glendale, 7 de agosto de 2013) foi uma atriz americana.
Ficou mais conhecida por interpretar um dos munchkins do filme "O Mágico de Oz" de 1939 quando tinha 16 anos.

## Filmografia
| Ano  | Título                                                    | Personagem                 | Notas                                    |
| ---- | --------------------------------------------------------- | -------------------------- | ---------------------------------------- |
| 1939 | The Wizard of Oz                                          | Aldeão Munchkin/Dorminhoca | Sem créditos                             |
| 1971 | Johnny Got His Gun                                        |                            | Sem créditos                             |
| 1990 | The Wonderful Wizard of Oz: 50 Years of Magic             | Crédito de reconhecimento  |                                          |
| 1993 | We're Off to See the Munchkins                            |                            |                                          |
| 1994 | I Married a Munchkin                                      | Dorminhoca                 |                                          |
| 1997 | Biography                                                 | Ela mesma                  | 1 episódio                               |
| 2001 | Memories of Oz                                            | Ela mesma                  |                                          |
| 2005 | Entertainment Tonight                                     | Ela mesma                  | 1 episódio                               |
| 2005 | Because of the Wonderful Things It Does: The Legacy of Oz | Ela mesma                  |                                          |
| 2009 | The Yellow Brick Road and Beyond                          | Ela mesma/Munchkin         | Também crédito de agradecimento especial |
| 2009 | Hollywood Celebrates Its Biggest Little Stars!            | Ela mesma                  |                                          |
| 2013 | The Making of the Wonderful Wizard of Oz                  |                            |                                          |